# 偽装離婚
偽装離婚（ぎそうりこん）とは、婚姻関係にある者同士が離婚届を提出し、法的には婚姻関係を解消（離婚）していながら、実際には共同生活を続けているなど、夫婦の関係のままの状態を維持することである。
「偽装離婚」と呼ぶ場合、不当な経済的利益を目的とするものが多い。法律婚から事実婚へ移行することを目的とした同様の行為は、ペーパー離婚という。

## 概要
目的の多くは、生活保護や児童扶養手当の不正受給、または、公営住宅の不正入居や不正使用。あるいは財産分与による資産隠しなど何らかの不当利得である。離婚手続きの後、同居状態にもかかわらず夫または妻の住民票を他所に移すことにより家計が2つに分かれるためにそれぞれの家計の収入を減少させ、各種助成の対象となることが可能となる。
ただし結婚の場合には、実質的意思（夫婦としての共同生活を営む意思）が要求されているのに対し、離婚の場合には形式的意思（法律上の婚姻関係を解消する意思）のみで足りるとされていることから、離婚届を提出した以上は法的にも離婚したことになるので、仮に偽装離婚中に配偶者が死亡して相続が発生した場合、配偶者に対する法定相続分や遺留分は無いことになる（遺贈や特別縁故者としての財産の取得は可能）。

## ペーパー離婚
ペーパー離婚は、法律婚から事実婚へ移行するための書類上の離婚を行うことを言う。結婚改姓した者が婚姻の取り消し（離婚）と引き替えに旧姓を本名として復活させるために行う。いわゆる「偽装離婚」のように離婚を装うことによって利得を求めるわけではない。なお、事実婚の場合、通常の法律婚で得られるさまざまな法律的な恩恵でうけられないものがあり、そのため、選択的夫婦別姓制度の導入を望む声も多い。
なお旧姓に戻り目的の手続きを完了した後に再婚するというように、同じ相手と離婚と再婚を繰り返すことをペーパー離再婚と呼ぶ。この場合、再婚相手が同じ人物なので民法第733条が定める女性の100日間の再婚禁止期間（待婚期間）は適用されない。なお、このとき、ペーパー離再婚の離婚期間中に得た証明書等を再婚中に用いることが多いが、これには法律的な問題が考えられる。選択的夫婦別姓制度が導入されれば、そのような状況を避けることができるため、そのようなカップルにおいては、選択的夫婦別姓制度の導入を望む声が多い。
但し、利得を求めていない場合でも、法的には婚姻関係を解消（離婚）していながら、実際には共同生活を続けているなど、夫婦の関係のままの状態を維持していた場合は、公正証書原本不実記載罪（刑法157条1項）に該当する可能性がある。